# Francisco Gutiérrez Bravo
Francisco Gutiérrez Bravo, "El Tecomán Gutierrez"  (1951)es un futbolista mexicano que jugó de mediocampista. Fue subcampeón nacional en los Juegos Deportivos Nacionales Infantiles y Juveniles en 1967 y 1968. En 1971 fue subcampeón nacional de fútbol en Categoría libre. Debutó en 1975. En Primera División jugó 47 partidos, acumulando 2,827 minutos jugados y dos goles anotados. Ingresó al Salón de la Fama del Deporte Colimense en 2006.

## Clubs
- Club Social y Deportivo Jalisco (1975 - 1976)
- Atlas de Guadalajara (1979 - 1980)
- Tampico Madero Fútbol Club (1982 - 1983)

- Datos: Q5572901